# Synoicum hypurgon
Synoicum hypurgon är en sjöpungsart som beskrevs av Wilhelm Michaelsen 1924. Synoicum hypurgon ingår i släktet Synoicum och familjen klumpsjöpungar. Inga underarter finns listade i Catalogue of Life.